# NFL sezona 1923.
NFL sezona 1923. je 4. po redu sezona nacionalne lige američkog nogometa.
U sezoni 1923. natjecalo se ukupno 20 momčadi. Prvacima su po drugi put u povijesti (i drugi put zaredom) proglašeni Canton Bulldogsi koji sezonu ponovno završavaju neporaženi.

## Poredak na kraju sezone
| Momčad                   | Pob | Por | Ner | %     |
| ------------------------ | --- | --- | --- | ----- |
| Canton Bulldogs*         | 11  | 0   | 1   | 100,0 |
| Chicago Bears            | 9   | 2   | 1   | 81,8  |
| Green Bay Packers        | 7   | 2   | 1   | 77,8  |
| Milwaukee Badgers        | 7   | 2   | 3   | 77,8  |
| Cleveland Indians        | 3   | 1   | 3   | 75,0  |
| Chicago Cardinals        | 8   | 4   | 0   | 66,7  |
| Duluth Kelleys           | 4   | 3   | 0   | 57,1  |
| Buffalo All-Americans    | 5   | 4   | 3   | 55,6  |
| Columbus Tigers          | 5   | 4   | 1   | 55,6  |
| Racine Legion            | 4   | 4   | 2   | 50,0  |
| Toledo Maroons           | 3   | 3   | 2   | 50,0  |
| Rock Island Independents | 2   | 3   | 3   | 40,0  |
| Minneapolis Marines      | 2   | 5   | 2   | 28,6  |
| St. Louis All Stars      | 1   | 4   | 2   | 20,0  |
| Hammond Pros             | 1   | 5   | 1   | 16,7  |
| Dayton Triangles         | 1   | 6   | 1   | 14,3  |
| Akron Pros               | 1   | 6   | 0   | 14,3  |
| Oorang Indians           | 1   | 10  | 0   | 9,1   |
| Louisville Brecks        | 0   | 3   | 0   | 0,0   |
| Rochester Jeffersons     | 0   | 4   | 0   | 0,0   |

Napomena: * - proglašeni prvacima, % - postotak pobjeda

## Vanjske poveznice
- Pro-Football-Reference.com, statistika sezone 1923. u NFL-u